# Årets student
Årets student är ett svenskt pris som utses årligen sedan 2006 inom ett antal olika kategorier till utvalda studenter bland samtliga Sveriges universitets- och högskolestudenter.
Utmärkelsen delas ut av Universum Communications som också ger ut FöretagsBarometern som visar var studenter helst vill arbeta. Priserna i Årets student ges av företag inom respektive kategori och består av stipendier, praktikplatser, resor m.m.  Vinnarna presenteras vid en gala på Berns Salonger.